# Gossersweiler-Stein
Gossersweiler-Stein is een gemeente (Ortsgemeinde) in de Duitse deelstaat Rijnland-Palts. Ze maakt sinds 1972 deel uit van de Verbandsgemeinde Annweiler am Trifels en behoort tot de Landkreis Südliche Weinstraße. De gemeente bestaat uit de dorpen Gosserweiler en Stein en ligt in het oosten van het Paltserwoud, meer specifiek in het middelgebergte Wasgau, op zo'n 280 meter boven zeeniveau. Gosserweiler-Stein telt 1.410 inwoners.

## Bestuur
Gossersweiler-Stein is een Ortsgemeinde en maakt deel uit van de Verbandsgemeinde Annweiler am Trifels.